# Лизимахия (Тракия)
Вижте пояснителната страница за други значения на Лизимахия.
Лизимахия (на старогръцки: Λυσιμαχία) е античен град в Тракийския Херсонес (днес Галиполски полуостров в Турция), столица на диадоха Лизимах.
Градът е основан от Лизимах през 309 или 308 г.пр.Хр. като в него принудително са изселени жителите на близките селища Кардия и Пактия. Разположението му в провлака, свързващ Тракийския Херсонес с материка, осигурява на основателя му контрол върху главния път от Европа за Мала Азия.
В относително кратък период Лизимахия е опустошена на два пъти – през 287 г.пр.Хр. от земетресение, а през 278 г.пр.Хр. (три години след смъртта на Лизимах и разпадането на царството му) от келтски нашественици. Край Лизимахия през 277 г. пр. Хр. Антигон Гонат сразява келтите, след което градът за известно време е под негова власт. По-късно през III в. пр. Хр. Лизимахия преминава последователно във владение на Птолемеите от Египет, на Селевкидите от Сирия и отново на Птолемеите. Открити са монети на сирийския цар Антиох II, сечени в Лизимахия. В началото на II в.пр.Хр. тя е разрушена отново, този път от траките. Градът запада окончателно през римското владичество и към I в.сл.Хр. е вече напълно опустял.
Известни са още два антични града с името „Лизимахия“ – един в Етолия и друг в северозападна Мала Азия.